# نصف دولار عملية شراء غادسدن
كان نصف دولار شراء جادسدن عملة تذكارية مقترحة لإصدارها من قِبل مكتب سك العملة بالولايات المتحدة. أُقر التشريع الخاص بنصف الدولار في مجلسي الكونغرس في عام 1930 ولكن نقض من قِبل الرئيس هربرت هوفر. أيد مجلس النواب قراره بأغلبية 96 صوتا مقابل 243 صوتا معارضا، وهو ما يقل كثيرا عن أغلبية الثلثين اللازمة. كان هذا أول فيتو خلال رئاسة هوفر وأول فيتو على الإطلاق لمشروع قانون العملة التذكارية.
كان الاقتراح للاحتفال بالتصديق الذي أجراه الكونغرس على صفقة شراء جادسدن عام 1854 من بنات أفكار تاجر العملات المعدنية في إل باسو ليمان دبليو هوفكر، الذي أراد عملة تذكارية يستطيع التحكم فيها وتوزيعها. حصل على دعم العديد من أعضاء الكونغرس من تكساس والجنوب الغربي، وقُدم مشروع القانون إلى الكونغرس في أبريل 1929، وحصل على جلسة استماع بعد 11 شهرًا. أرسل وزير الخزانة أندرو دبليو ميلون رسالة ومسؤولين اثنين يعارضون مشروع القانون، لكنه أقر في مجلسي الكونغرس دون معارضة. في 21 أبريل 1930، استخدم هوفر حق النقض ضد مشروع القانون، معتبرا أن العُملات التذكارية مسيئة. ورغم أن عضواً واحداً فقط في الكونغرس تحدث لصالح إجراء هوفر أثناء مناقشة إلغاء القرار في مجلس النواب، دُعم حق النقض بسهولة.
لم تُسك أي عملات تذكارية خلال الفترة المتبقية من إدارة هوفر. واستؤنفت هذه العمليات بعد تنصيب فرانكلين د. روزفلت، ولكن بحلول عام 1935 كان روزفلت يستشهد بحق النقض الذي يتمتع به هوفر في حث الكونغرس على تجنب تمرير مشاريع قوانين العملات التذكارية. استخدم حق النقض ضد واحد منها في عام 1938. في عام 1946، تبنى هاري إس. ترومان حججًا مماثلة محذرًا من أنه سيعارض إصدار المزيد من الأوراق النقدية المعدنية، واستخدم حق النقض ضد واحدة منها في عام 1947. استخدم دوايت د. أيزنهاور حق النقض ضد ثلاثة قرارات أخرى في عام 1954. لم تُسك أي عُملات تذكارية غير متداولة منذ عام 1955 حتى بعد أن غيرت وزارة الخزانة موقفها في عام 1981.

## جلسة استماع
جاءت صفقة شراء غادسدن نتيجة للمفاوضات بين وزير الخارجية الأمريكي في المكسيك جيمس غادسدن والرئيس المكسيكي أنطونيو لوبيز دي سانتا آنا. في أعقاب الحرب المكسيكية الأمريكية، كانت هناك نزاعات حدودية على طول الحدود المكسيكية، والتي لم تُحل بموجب معاهدة غوادالوبي هيدالغو. على وجه التحديد، كان سكان الجنوب في الولايات المتحدة يبحثون عن أرض يمكن أن يمر فوقها طريق جنوبي للسكك الحديدية العابرة للقارات. وبناء على ذلك، أرسل الرئيس الأمريكي فرانكلين بيرس غادسدن لحل هذه القضايا. وقع على المعاهدة الناتجة في 30 ديسمبر 1853. في البداية، 45,000 ميل مربع (120,000 كـم2) كان من المقرر نقلها مقابل 15 مليون دولارًا. ولكن عندما فشلت المعاهدة الأصلية في اجتياز مجلس الشيوخ الأميركي، خفض قيمة الأرض والمبلغ المدفوع بنحو الثلث. تشكل منطقة شراء غادسدن، الواقعة غرب مدينة إل باسو، جزءًا من ولايتي أريزونا ونيو مكسيكو.

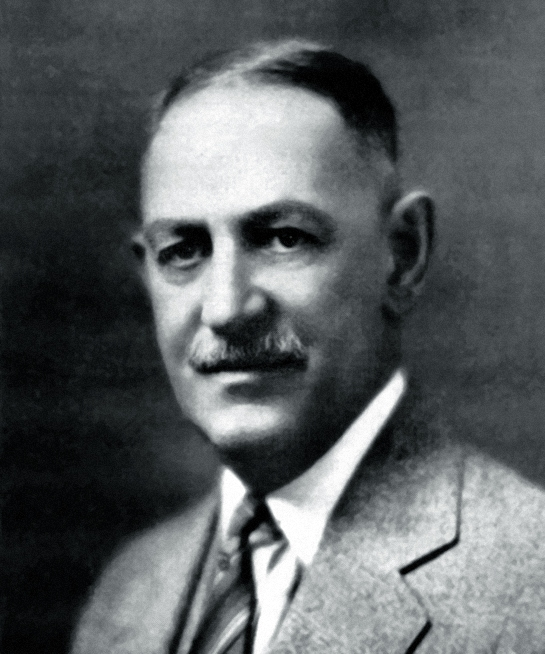
إل دبليو هوفكر

خلال أواخر عشرينيات القرن العشرين، حاول تاجر العملات المعدنية في إل باسو ليمان دبليو هوفكر جاهدًا الحصول على موافقة الكونغرس على إصدار نصف دولار احتفالًا بالذكرى 75 لشراء غادسدن.  في عام 1929، أسس لجنة شراء غادسدن (تتألف في الأساس من هوفكر نفسه). في ذلك الوقت، لم تكن الحكومة تبيع العملات التذكارية- يعين الكونغرس، عند الموافقة على التشريعات، عادةً منظمة لها الحق الحصري في شرائها بالقيمة الاسمية وبيعها للجمهور مقابل علاوة. أراد هوفكر أن يكون قادرًا على التحكم في توزيع نصف دولارات شراء غادسدن.
نشر العدد الصادر في أبريل 1929 من مجلة The Numismatist رسالة من هوفكر، الذي قيل إنه صمم العملة المقترحة وسيكون مسؤولاً عن توزيعها. ذُكر أن عضو الكونغرس عن ولاية تكساس كلود بينتون هدسبيث من إل باسو وافق على تقديم تشريع لقطعة غادسدن. وذكر هوفكر أن العملة المعدنية ستحمل صورة غادسدن على وجهها الأمامي، وعلى ظهرها خريطة لنيو مكسيكو وأريزونا تصور الأراضي المشتراة وإل باسو. ومن المقرر جمع عشرة آلاف قطعة نقدية، وإصدارها بسعر 1.50 دولار (ما يعادل 23 دولارًا في عام 2020) لكل منها.
قدم هودسبيث مشروع قانون لشراء نصف دولار من غادسدن إلى مجلس النواب في 25 أبريل 1929؛ أُحيل إلى لجنة العملات، الأوزان، والمقاييس. في 29 يناير 1930، أرسل رئيس اللجنة راندولف بيركنز من نيوجيرسي رسالة إلى وزير الخزانة أندرو دبليو ميلون، مستفسراً عن آراء الخزانة. رد ميلون في 31 من الشهر الجاري، معارضًا مشروع القانون. كان يشعر بأن الكونغرس قرر بحكمة في عام 1890 أن تصميمات العملات المعدنية لا ينبغي أن تتغير أكثر من مرة واحدة كل 25 عامًا، وأن أوراق العملة التذكارية 15 التي أُقرت منذ عام 1920 كانت مضيعة للمال وتشكل عبئًا على دار سك العملة. أشار إلى أنه في عام 1927، في وقت إصدار نصف الدولار التذكاري في فيرمونت بمناسبة مرور 150 عامًا، سجلت لجنة العملات معارضتها لإصدار العملات التذكارية، كان العديد منها ذا أهمية محلية فقط وليس وطنية. فشلت عدة إصدارات في البيع، مما أدى إلى إرجاع العملات المعدنية إلى دار سك العملة لصهرها، واقترح إصدار ميدالية بدلاً من العملة المعدنية. في 8 مارس، أرسل هوفكر برقية إلى اللجنة يعرض فيها دفع ثمن الإصدار الكامل المكون من 10,000 قطعة نقدية في أي وقت تريده الإدارة، ونظرًا لأن دار سك العملة أنتجت أكثر من 30 مليون قطعة نقدية لدول أخرى في عام 1929، فإن أي عبء يفرضه نصف الدولار التذكاري كان طفيفًا.
عقدت اللجنة جلسات استماع بشأن مشروع القانون في 10 مارس (لفترة وجيزة) و17 مارس 1930، برئاسة بيركنز. في 17 من الشهر، حضر عضو الكونغرس جوين ويليامز نيابةً عن هدسبيث، الذي كان مريضًا. صرّح ويليامز، وهو من تكساس، بأن إصدار العملات المعدنية مهمٌّ للجنوب الغربي بأكمله، وأن المؤيدين لن يسمحوا للحكومة بتكبد أي نفقات، وأكد استعدادهم لدفع ثمن العملات المعدنية. كما قَدم قرارًا مشتركًا لمجلسي الهيئة التشريعية في تكساس، يطلب من ممثلي الولاية تقديم ودعم مشروع قانون لشراء نصف دولار غادسدن. المتحدث التالي هو ألبرت جالاتين سيمز من نيو مكسيكو، أكد للجنة دعمه لمشروع القانون، ودعم عضوي مجلس الشيوخ في ولايته. أرسل هودسبيث رسالة، وأخبرت سكرتيرته كيت جورج اللجنة أن أعضاء مجلس الشيوخ من تكساس، نيو مكسيكو، وأريزونا كانوا بالإجماع لصالح مشروع القانون. وجاء في رسالة هدسبث أنه أُبلغ من قِبل لجنة هوفكر بأن الأموال من العملات المعدنية سوف تستخدم لإنشاء نصب تذكاري صغير حيث رُفع العلم الأمريكي لأول مرة في عملية شراء غادسدن.
أرسل ميلون اثنين من المسؤولين في وزارة الخزانة إلى جلسة الاستماع، وهما مساعد الوزير والتر إي. هوب ومساعدة مدير دار سك العملة ماري إم. أوريلي. وفي شهادته، حذر هوب من أن إصدار نصف دولار تذكاري يؤدي إلى ارتباك، وهناك خطر التزوير. ولم تكن مبيعات بعض الإصدارات على قدر التوقعات، مما أدى إلى إرجاع العديد من العملات التذكارية إلى دار سك العملة لاستردادها وإذابتها. حكى أوريلي عن رجل كان على وشك النزول من ترام في فيلادلفيا، ولم يكن معه سوى نصف دولار تذكاري لدفع الأجرة، وهو شيء لم يتعرف عليه الموصل. سُمح له بالبقاء بعد أن دفع المشرف على دار سك العملة في فيلادلفيا، الذي كان أيضًا أحد الركاب، أجره. ظهر لوثر أ. جونسون من تكساس لدعم مشروع القانون، وقدم رسالة من هوفكر بتاريخ 5 مارس، تنص على أنه يمكن بيع العملات المعدنية بسهولة، وأنه عندما التقت لجنته مع الرئيس هربرت هوفر، أخبرهم الرئيس أنه يجب الاحتفال بهذا الحدث بشكل مناسب. بعد انتهاء الشهادة، دخلت لجنة سك العملة في جلسة تنفيذية وأيدت مشروع القانون.

## إقرار من الكونغرس

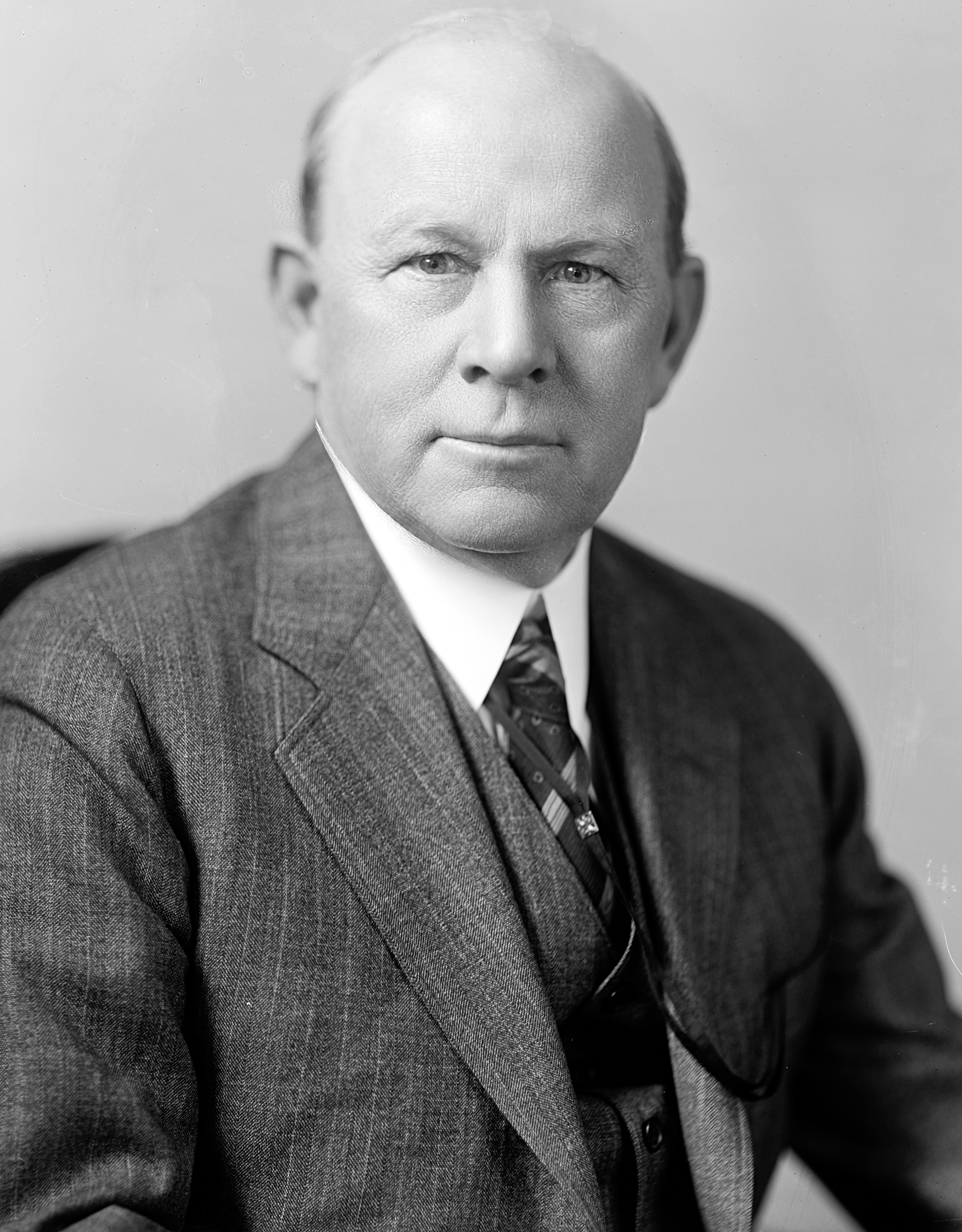
عضو الكونغرس راندولف بيركنز

أصدرت لجنة بيركنز تقريرًا بتاريخ 17 مارس 1930، جاء فيه أن ذكرى شراء غادسدن كانت ذات أهمية دولية، ولم يكن هناك أي خطر على الخزانة نظرًا لاستعداد هوفكر لدفع ثمن العملات المعدنية. وفي 19 مارس/آذار، عرض بيركنز مشروع القانون على مجلس النواب، مُرر دون مناقشة أو معارضة. بعد ذلك مباشرة، أصدر بيركنز مشروع قانون آخر للعملات التذكارية في مجلس النواب، بمناسبة الذكرى السنوية الثلاثمائة لمستعمرة خليج ماساتشوستس.
في مجلس الشيوخ، أُحيل مشروع قانون غادسدن إلى لجنة الشؤون المصرفية والعملة. في 2 أبريل، أصدرت اللجنة تقريرًا عن طريق توم كونالي من تكساس، مشابهًا لتقرير مجلس النواب (الذي ارفق نسخة منه)، وأوصى بالموافقة عليه. في 7 أبريل، مُرر مشروع القانون في مجلس الشيوخ دون مناقشة أو معارضة. أُقر مشروع القانون والتوقيع عليه في 9 أبريل من قِبل رئيس مجلس النواب المؤقت ونائب رئيس الولايات المتحدة تشارلز كيرتس، وقُدم إلى الرئيس هوفر في 10 أبريل.

## محاولة النقض والتجاوز

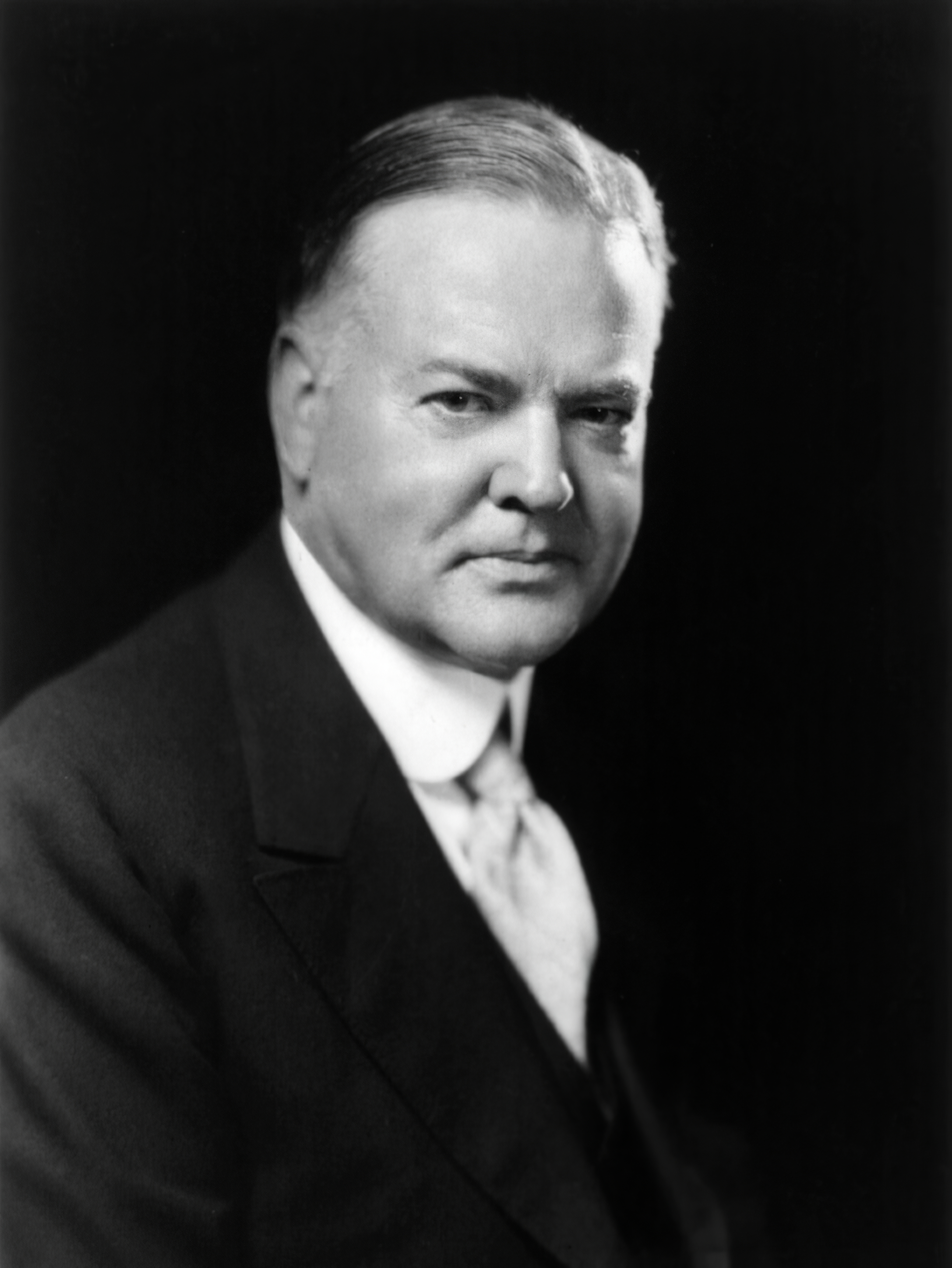
الرئيس هربرت هوفر

في 21 أبريل 1930، استخدم هوفر حق النقض ضد مشروع القانون، وأعاده غير موقع مع قائمة اعتراضاته إلى مجلس النواب الذي نشأ فيه. كان هذا الفيتو هو الأول خلال رئاسة هوفر، والمرة الأولى التي نثقض فيها مشروع قانون العملة التذكارية. استخدم الرئيس حق النقض ضد مشروع القانون بناءً على نصيحة وزارة الخزانة. وأشار هوفر إلى إصدار 15 عملة تذكارية خلال العقد الماضي، وهو ما قال إنه فتح الباب أمام التزوير. صرح قائلاً: "ربما لا تكون هذه المسألة ذات أهمية كبيرة في حد ذاتها، لولا العدد الكبير من المقترحات المماثلة الأخرى"- أشار إلى مشاريع القوانين الخمسة الأخرى للعملات التذكارية المعروضة آنذاك على الكونغرس، وإذا سن مشروع قانون شراء غادسدن، فسيكون من الصعب رفض المقترحات الأخرى. اعتبر إصدار العملات التذكارية إساءة استخدام لنظام العملات، وعرض مساعدة الحكومة في إنتاج الميداليات، التي يمكن أن توفر تذكارًا دون التأثير على العملات. وقيل إن موقف هوفر كان مستوحى من قيام لجان جمع التبرعات بإرجاع كميات كبيرة من عدة إصدارات من العملات التذكارية إلى دار سك العملة من أجل استردادها وإذابتها، وهو ما اعتبره إسرافًا.
في اليوم التالي للفيتو، سعت لجنة العملات في مجلس النواب إلى التصويت على إبطاله. حضر العديد من مؤيدي مشروع القانون إلى قاعة مجلس النواب لدعم إلغاء القانون، بدعم من أعضاء من أجزاء أخرى من البلاد الذين سعوا للحصول على عملات تذكارية. هيمن المعارضون على المناقشة، ولم يدعم الرئيس سوى متحدث واحد، زعيم الأغلبية في مجلس النواب جون كيو تيلسون من ولاية كونيتيكت. فشلت محاولة التجاوز في الحصول على ثلثي الأصوات المطلوبة، حيث صوت 96 ممثلاً لصالح التجاوز، بينما عارضه 243. صوت خمسة جمهوريين على تجاوز حق النقض الذي فرضه هوفر: عضو الكونغرس عن ولاية نيو مكسيكو سيمز، وأربعة من الشرق والغرب الأوسط.
أشادت صحيفة نيويورك صن بـ"الحس السليم" لهوفر، بينما ذكرت صحيفة إل باسو هيرالد، وهي الصحيفة المحلية لهوفكر، أن "الرئيس هوفر وجه صفعة مجازية إلى أريزونا، نيو مكسيكو، وإل باسو". وفي 26 أبريل/نيسان، نشرت صحيفة واشنطن بوست افتتاحية تؤيد قرار هوفر:
ومن المأمول أن تنتهي ممارسة سك العملات المعدنية الخاصة للمناسبات من هذا النوع بالتأكيد... لقد أصبح إصدار العملات التذكارية مصدر إزعاج... ومع ذلك، إذا كان الكونغرس يفضل احتفالًا واحدًا، فكيف يمكنه رفض آخر؟ السياسة السليمة الوحيدة هي سك عملة موحدة للاستخدام فقط كوسيلة للتبادل. ينشأ الصخب من أجل العملات التذكارية من حقيقة أنه يمكن بيعها بربح. لكن الكونغرس أذن بسك العديد من العملات التذكارية مؤخرًا لدرجة أن الأرباح انخفضت. ... حكم الرئيس هوفر ... يلقى موافقة عامة.

## العواقب
وفقًا لديفيد بولووا في مجلده الصادر عام 1938 حول الاحتفالات التذكارية، "مع رفض اقتراح شراء غادسدن بنصف دولار... صدر بيانٌ يُفيد بأن العملات التذكارية غير ضرورية، وأن غرضها يمكن تحقيقه أيضًا بميدالياتٍ رسمية. واعتُقد أن هذه القطع، إذا سُكّت، ستخدم هواة جمع العملات بشكل كافٍ، ولن تُسبب "تشويشًا على العملات".
لم يوافق على سك أو إصدار أي عملات تذكارية خلال الفترة المتبقية من رئاسة هوفر. بعد تنصيب خليفة هوفر، فرانكلين د. روزفلت، استؤنف الإضراب والموافقة على الاحتفالات التذكارية. بحلول عام 1935، حذر روزفلت الكونغرس من إصدار أعداد كبيرة من الميداليات التذكارية، وكرر ذلك في عام 1937، مستشهداً في المرتين بحق النقض الذي مارسه هوفر ضد مشروع قانون شراء غادسدن، حث على إصدار ميداليات بدلاً من ذلك. استخدم حق النقض ضد مشروع قانون العملة المعدنية في عام 1938 بمناسبة الذكرى السنوية الأربعمائة لرحلة كورونادو. في عام 1946، وقع الرئيس هاري ترومان على أول تراخيص للعملات التذكارية منذ عام 1937، لكنه استشهد بموقف وزارة الخزانة وصرح بأنه لن ينظر بعين الرضا إلى المزيد من القضايا. مستشهدًا بحق النقض الذي استخدمه هوفر، استخدم حق النقض ضد مشروع قانون لإصدار نصف دولار تذكاري بمناسبة الذكرى المئوية لتأسيس ولاية ويسكونسن في 31 يوليو 1947. قدمت وزارة الخزانة حججًا مماثلة في عهد رئاسة دوايت د. أيزنهاور، الذي استخدم حق النقض ضد ثلاث عملات تذكارية في عام 1954. لم تُصدر أي عملات تذكارية بعد ذلك حتى غيرت الإدارة موقفها في عام 1981، حيث نُظر في إصدار نصف دولار بمناسبة الذكرى السنوية الـ 250 لتأسيس واشنطن؛ صدر في عام 1982. باعت الحكومة القطع التذكارية الجديدة لهواة الجمع والتجار، بدلاً من إجراء المبيعات بواسطة مجموعة محددة.
على الرغم من أن هوفكر لم ينجح مع قطعة شراء غادسدن، إلا أنه حاول مرة أخرى في عام 1935. كان مصممًا، موزعًا لنصف دولار لدرب الإسباني القديم، وكان أيضًا موزعًا لنصف دولار Elgin، Illinois، Centennial (1936). في عام 1936، أدلى هوفكر بشهادته أمام الكونغرس بشأن الانتهاكات التي ارتكبها موزعو العملات التذكارية. من عام 1939 إلى عام 1941، شغل منصب رئيس الجمعية الأمريكية لعلم العملات. توفي سنة 1955.